# Sergio Alejandro García
Sergio Alejandro "Matute" García Nario (19 de septiembre de 1982, Guadalajara, Jalisco, México), es un exguardameta mexicano que surgió en las fuerzas básicas del Club Guadalajara de la Primera División de México. 
Se retiró con los Tiburones Rojos de Veracruz.

## Trayectoria

### Inicios
Debutó con el Club Deportivo Tapatío, filial de las Chivas Rayadas del Guadalajara en la Primera División 'A' en el Apertura 2003. Para el Apertura 2004, el Tapatío cambió de sede a la ciudad de La Piedad, naciendo así "Chivas La Piedad", equipo en el que "El Matute" se desempeñó por un año.

### Primera División 'A'/Liga de Ascenso
Después de militar con las Chivas USA en la Major League Soccer, en diciembre de 2006 retornó a México para jugar con los Tiburones Rojos de Coatzacoalcos en la Primera División 'A'.
En el Apertura 2008, se unió a los Tiburones Rojos de Veracruz.
En junio de 2009, la Primera División 'A' pasó a llamarse Liga de Ascenso de México y el "Matute" se unió a los Leones Negros de la U. de G., equipo que regresaba a la División de Plata del fútbol mexicano con la compra de la franquicia del Club Deportivo Tapatío.
En la Temporada 2010-2011 jugó para Altamira Fútbol Club, equipo recién ascendido.

### Primera División
De cara al Apertura 2011 fue fichado por los Gallos Blancos de Querétaro.
"Matute" debutó en la Primera División de México el 17 de marzo de 2012, enfrentando al Club Guadalajara en el Estadio La Corregidora, en partido correspondiente a la Jornada 11 del Clausura 2012; el encuentro finalizó 0-0.
Finalmente consiguió la titularidad en el Clausura 2013, jugando los 17 partidos de Liga.
En junio de 2013 reportó con Tigres de la UANL. En el Clausura 2014 se ganó la titularidad de la portería, jugando 14 partidos en Liga y 3 en Copa MX; jugó la final de esta última donde logró mantener su puerta a cero, para conseguir así el primer campeonato de su carrera. 
Para el Apertura 2014, los Tigres ficharon al portero argentino Nahuel Guzmán, provocando que el "Matute" no viera actividad y saliera al finalizar el certamen. En el Clausura 2015, ya con Jaguares de Chiapas, jugó 10 partidos en Liga y uno más por Copa MX.
En el Apertura 2015 regresó a los Tiburones Rojos de Veracruz, pero esta vez en la máxima categoría del fútbol mexicano. Durante la Temporada 2015-2016, compartió la titularidad junto a Melitón Hernández, jugando 16 partidos en Liga y 6 en Copa MX; con los Tiburones Rojos consiguió el título Copa México Clausura 2016.

### Últimos clubes y retiro
Jugó con los Bravos de Juárez de la Liga de Ascenso de México en el Apertura 2016 y el siguiente semestre con los Leones Negros de la U. de G..
Su último torneo como profesional fue con Tiburones Rojos de Veracruz, en el Máximo Circuito, en el Apertura 2017.

## Clubes
| Club                             | País           | Año           |
| -------------------------------- | -------------- | ------------- |
| Club Guadalajara                 | México         | 2003-2005     |
| Club Deportivo Tapatío (Cárnet)  | México         | 2003-2004     |
| Chivas La Piedad (Cárnet)        | México         | 2004-2005     |
| Chivas USA                       | Estados Unidos | 2005          |
| Tiburones Rojos de Coatzacoalcos | México         | 2007          |
| Veracruz                         | México         | 2008-2009     |
| U. de G.                         | México         | 2009-2010     |
| Altamira FC                      | México         | 2010-2011     |
| Querétaro FC                     | México         | 2011-2013     |
| Tigres de la UANL                | México         | 2013-2014     |
| Jaguares de Chiapas              | México         | Clausura 2015 |
| Veracruz                         | México         | 2015-2016     |
| Fútbol Club Juárez               | México         | Apertura 2016 |
| U. de G.                         | México         | Clausura 2017 |
| Veracruz                         | México         | Apertura 2017 |

## Palmarés

### Campeonatos nacionales
| Categoría   | Título                    | Club              | País   |
| ----------- | ------------------------- | ----------------- | ------ |
| Copa México | Copa México Clausura 2014 | Tigres de la UANL | México |
| Copa México | Copa México Clausura 2016 | Veracruz          | México |